# Paul Heinrich von Groth
Paul Heinrich von Groth, född 23 juni 1843 i Magdeburg, död 2 december 1927 i München, var en tysk mineralog.
von Groth blev lärare i mineralogi vid Bergsakademien i Berlin och docent vid universitetet där 1870, professor i mineralogi i Strassburg 1872, där han grundlade institutet för kristallografiska arbeten, och professor i mineralogi i München 1883. Från 1877 var han utgivare av den värdefulla facktidskriften "Zeitschrift für Krystallographie und Mineralogie". von Groth blev ledamot av Geologiska Föreningen i Stockholm 1888 och av Vetenskapssocieteten i Uppsala 1889. Han tilldelades Wollastonmedaljen 1908.